# Geoff Crammond
Geoffrey James Crammond, detto Geoff (dicembre 1953), è un autore di videogiochi britannico specializzato nella realizzazione di videogiochi di corse automobilistiche, tanto da guadagnarsi il soprannome di Running Man ("corridore").
Sostiene di non essere un appassionato di motori, ma la sua laurea in fisica è sufficiente per spiegare il realismo delle sue simulazioni di guida.
Autore di titoli come Revs e Stunt Car Racer, è considerato uno degli autori di videogiochi più importanti degli anni Novanta; è stato il creatore di una delle serie più apprezzate dai piloti virtuali di tutto il mondo: Formula One Grand Prix. Caratteristiche peculiari della serie sono l'eccellente comparto tecnico, l'originale modalità multiplayer (famoso come hot seat, cioè la possibilità di giocare in più persone su un unico personal computer, sfruttando un sistema a turni) e un accurato livello simulativo.

## Giochi realizzati
- 1981 - Super Invaders (BBC)
- 1983 - Aviator (BBC)
- 1984 - Revs (BBC)
- 1986 - The Sentinel (Amiga, Amstrad CPC, Atari ST, C64, PC, ZX Spectrum)
- 1987 - Revs+ (C64)
- 1989 - Stunt Car Racer (Amiga, Atari ST, C64, PC, ZX Spectrum)
- 1992 - Formula One Grand Prix (Amiga, Atari ST, PC)
- 1996 - Grand Prix 2 (PC)
- 2000 - Grand Prix 3 (PC)
- 2001 - Grand Prix 3 - 2000 Season (PC)
- 2002 - Grand Prix 4 (PC)